# Серафим II (Анін)
Серафим II Анін (*Дельвіна — 7 грудня 1779, Мгар, Гетьманщина) — Патріарх Константинопольський у 1757—1761.

## Біографія
Серафим II народився в Дельвіне, розташованому на території сучасної південної Албанії, наприкінці XVII століття. До обрання патріархом Константинопольським 22 липня 1757 року він був митрополитом Філіппопольським.
Будучи патріархом у 1759 році, він вводить свято Андрія 30 листопада, а в 1760 році він дав перший дозвіл Космі Етолійському розпочати місіонерські подорожі селами Фракії.
У 1759 році він запросив Євгенія Вульгаріса очолити реформи в Патріаршій академії, і під час свого перебування в академії під впливом проросійських ідеалів Серафима Вульгаріс сприяв повторному зближенню Російської імперії з Константинопольським Вселенським Патріархатом. Як наслідок, 26 березня 1761 року Серафима II було скинуто з престолу та заслано на гору Афон, а османська влада замінила його Йоанікієм III. На Афоні він перебудував старий чернечий будинок і присвятив його святому Андрію. Цей будинок згодом стане скитом святого Андрія.
У політичному плані підтримував Російську імперію під час російсько-турецької війни 1768-1774 років і створення православної проросійської держави на Балканах. У 1769 закликав грецьке населення до повстання проти турків. Після поразки революції у 1776 р. переїхав в Україну, де й помер 7 грудня 1779 р. Похований у Мгарському монастирі .
Серафим обраний патріархом 1757 року. Після позбавлення патріаршого престолу — перебував на Афоні, а з 1776 року — в Гетьманщині.
Помер 7 грудня 1779 року. Похований у Мгарському монастирі Лубенського полку Гетьманщини (нині Полтавська область).